# Mentone, Alabama
Mentone är en kommun (town) i DeKalb County i Alabama. Vid 2010 års folkräkning hade Mentone 360 invånare.